# 안티파트로스 왕조
안티파트로스 왕조(고대 그리스어: Δυναστεία των Αντιπατριδών, 기원전 305년 - 기원전 294년과 기원전 279년 - 기원전 277년)는 알렉산드로스 3세(대왕)의 후계자(디아도코이) 중 한 명이었던 안티파트로스의 아들 카산드로스가 창시한 왕조로, 마케도니아 왕국의 두번째 왕조이다. 카산드로스 왕조라고도 한다.

## 개요
카산드로스는 알렉산더 대왕의 이복동생 테사로니카와 결혼하여 왕위 계승권을 얻었고, 기원전 316년에 대왕의 어머니 올림피아스를 살해하고 실권을 쥐었다. 또한 기원전 310년에는 대왕의 아들 알렉산드로스 4세를 살해하고 왕위를 주장했다. 카산드로스가 죽은 뒤 그 세 아들이 왕위를 이었지만, 기원전 294년에 데메트리오스 1세에게 왕위를 빼앗겼다.
기원전 279년에 일족인 안티파트로스 에테시아스와 소스테네스가 왕위에 있었지만, 에테시아스는 재위 수십 일만에 왕위를 빼앗겼고, 소스테네스는 기원전 277년에 살해당하면서, 데메트리오스 1세의 아들 안티고노스 2세가 왕위에 올랐고, 이후 안티고노스 왕조가 마케도니아를 지배했다.

## 역대 군주
- 카산드로스 (기원전 305년 - 기원전 297년)
- 필리포스 4세 (기원전 297년)
- 안티파트로스 2세 (기원전 297년 - 기원전 294년)
- 알렉산더 5세 (기원전 297년 - 기원전 294년)

(다른 왕조에 의한 통치, 기원전 294년 - 기원전 279년)
- 안티파트로스 에테시아스 (기원전 279년)
- 소스테네스 (기원전 279년 - 기원전 277년)